# صدف اسکاتلندی
صدف اسکاتلندی (به انگلیسی: Scottish Mussel) یک فیلم کمدی بریتانیایی محصول سال ۲۰۱۵ به نویسندگی، کارگردانی و تهیه‌کنندگی تلولا رایلی است که حول زندگی یک جنایتکار اهل گلاسوگی به نام ریچی (مارتین کمپستون) می‌چرخد که به شکار صدف مروارید آب شیرین از رودخانه‌های ارتفاعات اسکاتلند علاقه‌مند می‌شود. در طول کار جنایی خود، او عاشق بث با بازی رایلی، که یک محافظه‌کار اهل انگلستان است.

## داستان
ریچی امیدی به زندگی اش ندارد او تصمیم می‌گیرد به هایلند برود تا به کمک دوستانش کار غیرقانونی انجام دهد او در آنجا با دختری آشنا می‌شود که …

## تولید
داستان فیلم در منطقه هایلند اسکاتلند می‌گذرد، اما بیشتر فیلم‌برداری در دانون، اسکاتلند و اطراف آن، در آرگایل و بوت و برخی از صحنه‌ها در گلاسگو فیلم‌برداری شده‌است.